# カルディRFC
カルディRFC（英: Caldy RFC）は、イングランドのマージーサイド・サーストストンに本拠地を置くラグビーユニオンクラブである。スタジアムはパットンパーク。RFUチャンピオンシップ（2部）に所属。

## 歴史
1924年創設。
2022年、RFUチャンピオンシップに初昇格。